# Saison 7 de Notre belle famille
Cet article présente la saison 7 de la série télévisée américaine Notre belle famille.

## Distribution[1]
- Patrick Duffy (Frank Lambert)
- Suzanne Somers (Carol Foster Lambert)
- Staci Keanan (Dana Foster)
- Brandon Call (John Thomas Lambert)
- Sasha Mitchell (Cody Lambert)
- Angela Watson (Karen Foster)
- Christine Lakin (Alicia Lambert)
- Christopher Castile (Mark Foster)
- Josh Byrne (Brendan Lambert)
- Emily Mae Young (Lilly Foster Lambert)
- Jason Marsden (Rich Halke)
- Bronson Pinchot (Jean-Luc Rieupeyroux)
- Alexandra Adi (Samantha Milano)

## Épisodes
La saison comporte 19 épisodes.
1. Zéro pointé
2. Une star est née
3. Soupçons
4. Les Risques du métier
5. Amour et poésie
6. L'amour ne s'achète pas
7. La Visiteuse du soir
8. Les filles s'amusent
9. Guerres froides
10. Pères Noël en déroute
11. Al victime de sa naïveté
12. En route pour la chapelle
13. Un petit tour et puis s'en vont
14. La Corvée
15. Strip-tease
16. Lambert contre Lambert
17. La Doublure
18. Le Retour de Cody
19. La Nouvelle Maison